# PalaPrincipi
Il PalaPrincipi è un'arena coperta di Potenza Picena.

## Storia e descrizione
Il palazzetto viene utilizzato sia per attività sportive, soprattutto come palestra e per gare di pallavolo, sia per attività ludiche.
Il palazzetto ha ospitato le gare interne della squadra di pallavolo maschile del Volley Potentino fino al termine della stagione 2015-16 ed ha una capienza di 600 posti, anche se può essere aumentata ad 800 grazie all'aggiunta di alcuna tribune.